# Apteronotus caudimaculosus
Espèce
Apteronotus caudimaculosus est une espèce de poissons gymnotiformes de la famille des Apteronotidae.

## Distribution
Cette espèce est endémique de Brésil, elle ne se rencontre que dans le haut du bassin du río Paraguay.

## Description
C'est un poisson électrique.

## Référence
- de Santana, 2003 : Apteronotus caudimaculosus n. sp. (Gymnotiformes: Apteronotidae), a sexually dimorphic black ghost knifefish from the Pantanal, western Brazil, with a note on the monophyly of the A. albifrons species complex. Zootaxa, n. 252, p. 1-11.